# SV40
SV40 este o abreviere pentru virusul vacuolant simian 40 (în engleză, Simian vacuolating virus 40) sau virusul simian 40, un poliomavirus găsit la maimuțe și oameni. Ca și alte poliomavirusuri, SV40 este un adenovirus care uneori cauzează tumori la animale, dar cel mai adesea persistă ca infecție latentă. SV40 a fost studiat pe scară largă ca model⁠(d) de virus eucariot, ceea ce a dus la unele din primele descoperiri ale replicării de ADN eucariot și a transcrierii acestuia.
În urma contaminării unor loturi de vaccinuri anti-Polio în deceniile anilor 1950 și 1960, SV40 a fost o vreme suspectat a fi un posibil risc de cancer, dar nu s-a observat nicio creștere a ratei cancerelor, ceea ce face ca riscul să fie unul improbabil. Aceasta a făcut însă ca SV40 să fie cal de bătaie⁠(d) pentru activiștii antivaccinare, care l-au acuzat drept cauză pentru diverse probleme, inclusiv HIV/SIDA.